# Parlamentswahl in Haiti 1964
Die Parlamentswahl in Haiti 1964 wurde am 14. Juni 1964 durchgeführt. Einzige legal existierende Partei in Haiti war die Parti de l’Unité nationale des Diktators François Duvalier.

## Hintergrund und Ergebnis
Nach Abschaffung des Senats im Jahr 1961 bestand das Parlament Haitis nur noch aus der Abgeordnetenkammer.
Duvaliers Partei der Nationalen Einheit gewann alle Sitze.
Gleichzeitig wurde in Form eines Referendums über eine neue Verfassung abgestimmt.